# Uigurische Sprache
Die uigurische Sprache oder das Uigurische (uigurisch ئۇيغۇرچە Uyghurche, kyrillisch Уйғурчә, Уйғур тили, Yengi Uyƣurqə, chinesisch 維吾爾語 / 维吾尔语, Pinyin Wéiwú'ěryǔ, auch ئۇيغۇر تىلى Uyƣur tili, Uyghur tili) ist eine Turksprache, die vor allem von den im Autonomen Gebiet Xinjiang der Volksrepublik China beheimateten Uiguren gesprochen wird.
Uigurisch wird heute mit einem modifizierten persisch-arabischen Alphabet geschrieben.

## Bezeichnungen und Abgrenzung
In der turkologischen Forschung in der Türkei wird die Sprache „uigurisches Türkisch“ (Uygur Türkçesi) genannt. Im 19. Jahrhundert und frühen 20. Jahrhundert wurde die Sprache als „Türkisch“ (Turki) bezeichnet, in der deutschen Turkologie bis weit ins 20. Jahrhundert auch als „Osttürkisch“. Vorläufer ist das „Tschagataiische“.
Von der hier behandelten uigurischen Sprache ist die Sprache der mittelalterlichen Uiguren und der nach ihnen benannten, in größerer Zahl an diversen Fundorten in Xinjiang aufgefundenen sogenannten uigurischen Texte vom 9. bis 17. Jahrhundert zu unterscheiden. Die Sprache dieser Texte und die der mittelalterlichen Uiguren wird dem Altuyghurischen oder Alttürkischen zugerechnet. Nachkommen der mittelalterlichen Uiguren sind die Yugur, soweit sie nicht den Islam angenommen und in der heute als Uiguren bezeichneten islamischen und turksprachlichen Bevölkerung Xinjiangs aufgegangen sind.

## Besonderheiten

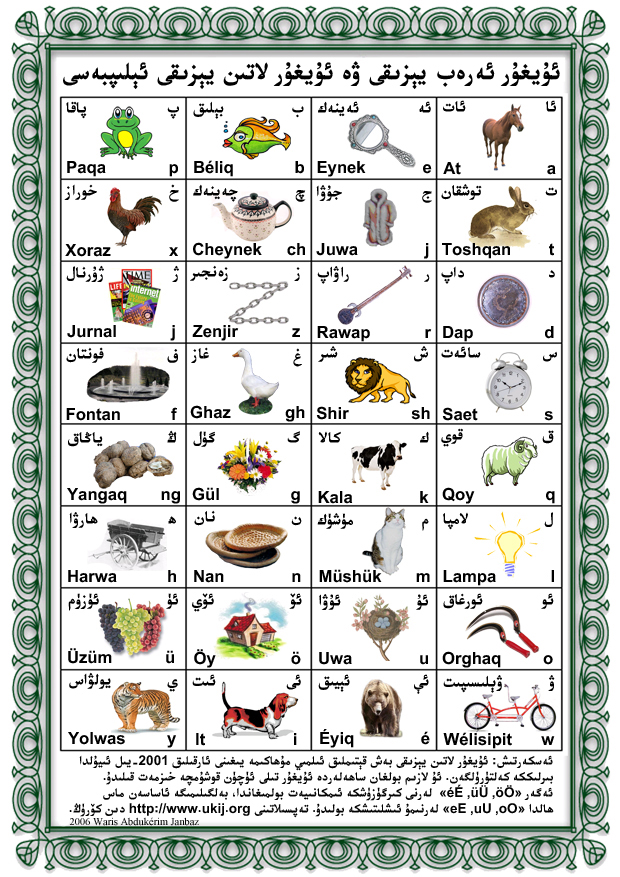
Für frühes Lernalter visualisierte uigurische Begriffe (Wörter in arabisch- und lateinisch-uigurischer Schrift)

Uigurisch weist gemeinsame Merkmale, aber auch deutliche Unterschiede im Vergleich zu anderen Turksprachen auf. So ist beispielsweise das allen Altaischen Sprachen gemeinsame Merkmal der Vokalharmonie im Uigurischen und dort insbesondere innerhalb von Wortstämmen verhältnismäßig schwach ausgeprägt. Ein weiteres Merkmal der uigurischen Phonetik ist das Erweichen von Vokalen und Konsonanten. Von anderen Turksprachen hebt sich Uigurisch zudem durch das Vorhandensein einer weit höheren Anzahl von Homonymen ab (wie etwa at für „Pferd“ und „Name“). Neben einem mit anderen Turksprachen gemeinsamen Wortschatz, der auch einige altertümliche Wörter aufweist (wie etwa al– für „nehmen“) hat Uigurisch andere altertümliche, aber nicht mehr aus anderen Turksprachen bezeugte Wörter bewahrt und weist auch rein uigurische Wörter auf. Ein weiteres Unterscheidungsmerkmal liegt mit der Bedeutungsänderung älterer oder übersetzter Wörter vor. Von anderen Turksprachen, soweit diese nicht ebenfalls in China gesprochen werden, unterscheidet sich Uigurisch zudem und durch seine große und schnell wachsende Anzahl chinesischer Lehnwörter. Allerdings enthielt der uigurische Wortschatz noch im Jahre 1944 zu 49 Prozent aus originär uigurischen, zu 33,4 Prozent aus arabischen und zu 7,5 Prozent aus persischen Wörtern, während Russisch und andere europäische Sprachen 5,5 Prozent und Chinesisch lediglich 2 Prozent des Wortschatzes stellten.

## Geschichte
Die Entlehnung aus dem Arabischen ins Uigurische nahm ihren Anfang im 14. und 15. Jahrhundert und diente in erster Linie als religiös-islamisches Vokabular. Die persischen Lehnwörter bezeichnen zu über der Hälfte konkrete Ideen und Namen von Gegenständen, während es sich beim Rest um arabische Lehnwörter handelt, die zunächst ins Persische aufgenommen und dann ins Uigurische übernommen wurden. Russische und andere europäische Lehnwörter sind jüngeren Datums und dienen hauptsächlich als technisches Vokabular (wie etwa aptomobil für „Auto[mobil]“) oder für einige politische Begriffe (wie etwa puroletariyat für „Proletariat“). Chinesische Lehnwörter schließlich können in solche alten Typs – die bereits vor 1949 verwendet wurden – und solche neuen Typs unterschieden werden. Diejenigen des alten Typs waren eher in der ländlichen Bevölkerung vertreten, da in den Städten lebende uigurische Intellektuelle chinesische Lehnwörter verachteten.
Die neuuigurische Schriftsprache wurde ab 1921 in Russisch-Turkestan gebildet und ab 1949 auch als Schriftsprache der Uiguren in Xinjiang übernommen. Bevor 1921 beschlossen wurde, den verschiedenen türkischen Dialekten der heutigen modernen Uiguren den gebräuchlichen Namen „Uiguren“ zu geben, waren die Uiguren von Russisch-Turkestan Taranchi („Bauern“) genannt worden, während die Sprache der Uiguren Xinjiangs unter den Bezeichnungen für die verschiedenen Oasen-Dialekte, in denen sie lebten, bekannt war, wie beispielsweise Qasgharliq (dt. etwa: „Kaschgarisch“) oder Turfanliq (dt. etwa: „Turpanisch“). Obwohl die Sprache heute „Uigurisch“ genannt wird und ein uigurischer nationaler Mythos einer direkten Abstammung von den Alten Uiguren besteht, geht diese neuuigurische Sprache nicht auf das zu den nordtürkischen Sprachen gehörende Altuigurisch zurück und es liegt keine direkte Abstammung der heutigen Uiguren von den Uiguren des 8. Jahrhunderts vor, vermutlich nur mit Ausnahme der „Gelben Uiguren“, in deren Sprache das Altuigurisch fortlebt, während eine weitere direkte sprachliche Herleitung zu den Salaren unklar ist. Die meisten Sprachklassifikationen stellten das moderne Uigurisch nicht nur in sprachverwandtschaftliche Verbindung zu bestimmten usbekischen und kirgisischen Dialekten, sondern auch zu weitaus kleineren Sprachgruppen wie den „Gelben Uiguren“ (Säriq) und Salaren. Uigurisch geht demnach ebenso wie das ihm sehr ähnliche Usbekisch auf die Tschagataische Sprache zurück, die als türkische Literatursprache des islamischen Zentralasiens vom Mittelalter bis zum Ende des 19. Jahrhunderts diente.

## Klassifikation
Die uigurische Sprache gehört zur Sprachfamilie der Turksprachen innerhalb der Gruppe der Altaischen Sprachen. Innerhalb der Turksprachen wird das Uigurische in den Zweig der karlukischen Sprachen eingeordnet und steht dem Usbekischen besonders nahe.
Zusammen mit der usbekischen Sprache zählt die uigurische Sprache zu den karlukischen Sprachen, einer Unterkategorie der Turksprachen. Andere uigurische Sprachen sind Yugur, Ainu und Ili Turki.

## Geografische Verteilung
Die meisten Uigurisch-Sprecher leben heute in Xinjiang, während das ehemals sowjetische Gebiet Zentralasiens eine weit kleinere Gruppe beheimatet.
Die uigurische Sprache ist die Muttersprache von rund 7,6 Millionen Menschen. 1990 gaben bei der chinesischen Volkszählung über 7,214 Millionen Menschen Uigurisch als Muttersprache an; davon in Xinjiang allein 4,7 Millionen. 1,15 Millionen gaben Hotan, 25.000 Yuli, 2.000 Akto-Turkmenisch und rund 120 Ili-Türkisch als Muttersprache an. Starke uigurische Minderheiten existieren in den Nachbarländern Kasachstan (185.301), Kirgisistan (36.779) und Usbekistan (33.762), kleinere Minderheiten (3.000 Uiguren) lebten 1990 in Afghanistan, Pakistan, Indien, 1.000 in der Mongolei und 500 in der Türkei.

### Dialekte und Soziolekte
Die uigurische Sprache zerfällt bis heute in zahlreiche Dialekte, die mit Ausnahme des „Dolan-Dialektes“ und des „Ili-Türkischen“ nach den Hauptorten ihrer Sprecher benannt sind: Kashi (Kaschgar), Yeni (Yengisar), Shache (Yarkant), Hotan (Hotan), Keriya (Keriya), Qarqan (Qarqan), Aksu, Karaxahr (Karaschahr), Kuqa (Kuqa), Turpan (Turpan), Hami (Kumul), Ürümqi (Ürümqi), Yuli (Lopnur), Dolan, Ili-Türki (Kuldscha, Gulja, Tarantschi) und Akto Türkmen.
- Der Dolan-Dialekt wird in den Oasengebieten rund um das Tarimbecken bzw. der Taklamakan-Wüste gesprochen.
- Das Ili-Türkische ist als Übergangsdialekt zwischen Tschagataiisch und Kyptschak-Usbekisch anzusiedeln. Es stammt aus dem usbekisch-kirgisischen Grenzgebiet des Ferganatales und wird nur noch von meist älteren Personen gesprochen. Die Sprachträger kamen vor rund 200 Jahren nach Xinjiang.
- Das Akto-Turkmenische gilt als ein besonderer uigurischer Dialekt, der 500 eigenständige Wörter besitzt. Auch besitzen die Akto-Turkmenen eigenständige Sitten und Gebräuche; ihrer Herkunftssage nach stammen sie aus Samarkand. Die Akto-Turkmenen siedeln in 2 Dörfern (Kösarap und Oytak). Die nächste größere Ortschaft ist Akto, südlich von Kaschgar.

(Offiziell werden die Akto-Turkmenen von der chinesischen Zentralregierung den Kirgisen zugerechnet, während sie sich selbst den Uiguren zugehörig fühlen.)
Das Neu-Uigurische ist – obschon von manchen türkischen Historikern und von heutigen Sprachträgern behauptet – nicht als direkte Fortsetzung des Alt-Uigurischen anzusehen. Vielmehr wurde der Name Uygur auf einem Kongress der Turkvölker Turkestans in West-Turkestan (Taschkent) angenommen und auf einen großen Bevölkerungsteil des östlichen Turkestan übertragen.
- Siehe auch: Vergleichende Betrachtung der Turksprachen

## Phonetik und Phonologie

### Konsonanten
Das Uigurische unterscheidet 23 Konsonantenphoneme: 
| Phonem          | Phonem     | b | p | m | f | w | d | t | n | l | r | z | s | ʤ    | ʧ    | (ʒ) | ʃ    | j | ɡ | k | ŋ  | q | χ | ʁ | h |
| Rechtschreibung | Lateinisch | b | p | m | f | w | d | t | n | l | r | z | s | j/zh | q/ch | ⱬ   | x/sh | y | g | k | ng | ⱪ | h | ƣ | ⱨ |
| Rechtschreibung | Arabisch   | ب | پ | م | ف | ۋ | د | ت | ن | ل | ر | ز | س | ج    | چ    | ژ   | ش    | ي | گ | ك | ڭ  | ق | خ | غ | ھ |
| Rechtschreibung | Kyrillisch | б | п | м | ф | в | д | т | н | л | р | з | с | җ    | ч    | ж   | ш    | й | г | к | ң  | қ | х | ғ | һ |

Der Konsonant /f/ kam im Uigurischen ursprünglich nicht vor.
In der modernen Schriftsprache wird er in neueren Lehnwörtern aus dem Chinesischen und aus dem Russischen geschrieben, in der Umgangssprache jedoch häufig durch /p/ ersetzt.
| Uigurisch         | Bedeutung             | Herkunftswort | Herkunftssprache |
| ----------------- | --------------------- | ------------- | ---------------- |
| fuŋ (fuŋ)         | Fen (Währungseinheit) | 分            | Chinesisch       |
| mofaŋ (mopaŋ)     | Mühle                 | 磨坊          | Chinesisch       |
| familɛ (pamilɛ)   | Familienname          | фамилия       | Russisch         |
| fabrika (pabrika) | Fabrik                | фабрика       | Russisch         |

In älteren Lehnwörtern aus dem Chinesischen, Persischen und Arabischen wurde /f/ regelmäßig durch /p/ ersetzt und wird auch so geschrieben.
| Uigurisch | Bedeutung   | Herkunftswort    | Herkunftssprache |
| --------- | ----------- | ---------------- | ---------------- |
| pintoza   | Nudeln      | fěntiáozi 粉条子 | Chinesisch       |
| sɛjpuŋ    | Schneider   | cáiféng 裁缝     | Chinesisch       |
| paʃ       | aufdecken   | fāš فاش          | Persisch         |
| dap       | Handtrommel | dāf داف          | Persisch         |
| pikir     | Meinung     | fikr فكر         | Arabisch         |
| pɛrq      | Unterschied | farq فرق         | Arabisch         |

Stimmhafte Konsonanten werden am Wortende stimmlos gesprochen (Auslautentsonorisierung) und geschrieben.

### Vokale
Das Uigurische unterscheidet 8 Vokalphoneme:
| Phonem          | Phonem     | i | e | ɛ | a | o | ø | u | y |
| Rechtschreibung | Lateinisch | i | e | ə | a | o | ɵ | u | ü |
| Rechtschreibung | Arabisch   | ى | ې | ە | ا | و | ۆ | ۇ | ۈ |
| Rechtschreibung | Kyrillisch | и | е | ә | а | о | ө | у | ү |

Der Vokal /i/ wird meist [ɪ] gesprochen; in der Umgebung der Konsonanten q, ʁ, χ und ŋ nähert er sich [ɤ], nach s und z wird er häufig [z̩] gesprochen. Der Vokal /ɛ/ nähert sich in der Umgebung der Konsonanten q, ʁ, χ, ŋ und h einem offeneren [æ]. Der Vokal /a/ wird meist [ɑ] gesprochen. Der Vokal /o/ wird meist [o] gesprochen; in der Umgebung der Konsonanten q, ʁ, χ und ŋ nähert er sich [ɔ].
Die Vokale /i/, /u/ und /y/ werden in der Umgebung stimmloser Vokale häufig stimmlos gesprochen.
Konsonantenhäufungen werden zum Teil durch epenthetische Vokale aufgelöst:
| Beispiel   | mit Epenthese | Bedeutung |
| ---------- | ------------- | --------- |
| stakan     | istakan       | Glas      |
| plan       | pilan         | Plan      |
| klup       | kulup         | Club      |
| grammatika | girammatika   | Grammatik |
| ponkt      | ponkit        | Punkt     |

### Vokalharmonie
Das Uigurische kennt wie andere Turksprachen Vokalharmonie. Durch Umlautphänomene (s. u.) wird die Vokalharmonie teilweise verschleiert.

#### Vokalharmonie innerhalb des Wortstammes
Wenn in einem mehrsilbigen Wort in der erste Vokal /ɛ/, /ø/, /y/, /i/ oder /e/ ist, dann kommt in den folgenden Silben meist /ɛ/, /y/ oder /i/ vor.
Wenn der erste Vokal /a/, /o/ oder /u/ ist, kommt in den folgenden Silben meist /a/ oder /u/ vor.

#### Vokalharmonie der Suffixe
Suffixe, die nach dem Gesetz der Vokalharmonie je nach Vokalen des Wortstammes variieren, haben entweder zwei Formen mit a und ɛ oder zwei Formen mit u und y. Suffixe mit dem Vokal i können an alle Wortstämme treten.

### Umlaut
In einsilbigen Wörtern werden a und ɛ vor Suffixen mit den Vokalen i und ɛ meist zu e oder i.
In mehrsilbigen Wörtern werden a und ɛ vor Suffixen meist zu i.

### Betonung
So wie in anderen Turksprachen wird in mehrsilbigen Wörtern meist die letzte Silbe betont, und wenn der Wortstamm durch Suffixe erweitert wird, geht die Betonung jeweils auf das letzte Suffix über.

## Wortschatz
Neben turksprachigen Erbwörtern gibt es im Uigurischen zahlreiche persische Lehnwörter. Internationalismen wurden häufig aus dem Russischen übernommen. Außerdem gibt es viele Lehnwörter aus dem Chinesischen.
| Herkunftssprache | Ursprungswort  | Ursprungswort (IPA)            | Uigurisch           | Uigurisch (IPA) | Deutsch        |
| ---------------- | -------------- | ------------------------------ | ------------------- | --------------- | -------------- |
| Persisch         | افسوس          | [æfˈsus]                       | əpsus ئەپسۇس        | /ɛpsus/         | Mitleid        |
| Persisch         | گوشت           | [ɡoʃt]                         | gɵx گۆش             | /ɡøʃ/           | Fleisch        |
| Arabisch         | ساعة           | [ˈsaːʕat] (Status constructus) | saət سائەت          | /saʔɛt/         | Stunde         |
| Russisch         | велосипед      | [vʲɪləsʲɪˈpʲɛt]                | welsipit ۋېلسىپىت   | /welsipit/      | Fahrrad        |
| Russisch         | доктор         | [ˈdoktər]                      | dohtur دوختۇر       | /doχtur/        | Doktor (Arzt)  |
| Russisch         | поезд          | [ˈpo.jɪst]                     | poyiz پويىز         | /pojiz/         | Zug            |
| Russisch         | область        | [ˈobləsʲtʲ]                    | oblast ئوبلاست      | /oblast/        | Oblast, Region |
| Russisch         | телевизор      | [tʲɪlʲɪˈvʲizər]                | telewizor تېلېۋىزور | /televizor/     | Fernsehgerät   |
| Englisch         | radio          | [ˈɹeɪdiːəʊ]                    | radiyo رادىئو       | /radijo/        | Radio          |
| Englisch         | telephone      | [ˈtɛləfəʊn]                    | telefon تېلېفون     | /telefon/       | Telefon        |
| Chinesisch       | 凉粉, liángfěn | [li̯ɑŋ˧˥fən˨˩]                  | ləmpung لەڭپۇڭ      | /lɛmpuŋ/        | Agar-Agar      |
| Chinesisch       | 豆腐, dòufu    | [tou̯˥˩fu˩]                     | dufu دۇفۇ           | /dufu/          | Tofu           |

## Schrift
Die als alttürkisch oder alt-uyghurisch bezeichneten, vorislamischen türkischen Sprachen im Gebiet der heutigen Mongolei und des heutigen China wurden mit den sogenannten Orchon-Runen geschrieben, später auch mit einem eigenen uigurischen Alphabet. Dessen Schreibrichtung änderte sich unter chinesischem Einfluss in eine vertikale von oben nach unten. So wurde es von den Mongolen übernommen. Nach der Annahme des Islam schrieben die turksprachigen Völker Zentralasiens ihre Idiome mit einem angepassten arabischen Alphabet. In Fortwirkung der altuigurischen Tradition wurde auch in der an sich vokallosen arabischen Schrift die Vokale bezeichnet (sogenannte Plene-Schreibung). Als Schriftsprache setzte sich die tschagataische Sprache durch, die ab dem 17. Jahrhundert in lokale Varietäten zerfiel und ab dem 20. Jahrhundert durch die (neu-)uigurische Sprache abgelöst wurden.
Für diese (neu-)uigurische Sprache wuree in Xinjiang in den 1920er bis 1940er Jahren mit lateinischen und kyrillischen Alphabeten experimentiert. 1969 wurden für mehrere Turksprachen in China Lateinschriften eingeführt, die vor allem an die Pinyin-Transkription für das Chinesische angelehnt waren (z. B. x für ش [ʃ], q für چ [ʧ]), so auch für das Uigurische. 1987 wurde diese Lateinschrift abgeschafft und wieder ein arabisch-persisches Alphabet eingeführt, in dem jedoch im Gegensatz zur alten Rechtschreibung alle Vokale klar unterschieden werden.
In Kasachstan wird für die uigurische Sprache das kyrillische  Alphabet verwendet.

### Allgemeine Beschreibungen und Grammatiken
- Zhào Xiāngrú 赵相如, Zhū Zhìníng 朱志宁: Wéiwú’ěryǔ jiǎnzhì 《维吾尔语简志, 北京民族出版社》 (Abriss der uigurischen Sprache). Beijing: Mínzú chūbǎnshè 民族出版社, 1985.
- Angelika Landmann: Uighurisch: Kurzgrammatik; Harrassowitz, Wiesbaden 2012, ISBN 978-3-447-06680-8

### Lehrbücher
- Huá Jǐnmù 华锦木 (Hg.): Ⱪollinixqan Uyƣur tili قوللىنىشچان ئۇيغۇر تىلى / Shíyòng Wéiyǔ 《实用维语》 (Praktisches Uigurisch), 2 Bde. Ürümqi: Xīnjiāng Wéiwú’ěr Zìzhìqū rénshìtīng 新疆维吾尔自治区人事厅, 2002.
- Hamit A. Zakir / Hǝmit Zakir خەمىت زاكىر: Introduction to Modern Uighur / Ⱨazirⱪi zaman Uyƣur tili ھازىرقى زامان ئۇيغۇر تىلى. Ürümqi: Xinjiang University Press / Xinjiang Uniwersiteti nǝxriyati, 2007; ISBN 7-5631-2077-7.
- Michael Friedrich, Abdurishid Yakup: Uyghurisch – Lehrbuch. Wiesbaden: Reichert, 2002.
- Tarjei Engesæth, Mahire Yakup, Arienne Dwyer: Teklimakandin Salam: hazirqi zaman Uyghur tili qollanmisi – Greetings from the Teklimakan: A Handbook of Modern Uyghur; University of Kansas Scholarworks, Lawrence KS 2009, ISBN 978-1-936153-03-9 (Lehrbuch), ISBN 978-1-936153-04-6 (Audio). (Lehrbuch und Audio: hdl:1808/5624)

### Wörterbücher
- Hǝnzuqǝ-Uyƣurqǝ Luƣǝt, sinak nus’hisi / Han Wei cidian, shibianben 《汉维词典，试编本》 (Chinesisch-Uigurisches Wörterbuch, Versuchsausgabe). Ürümqi: Xinjiang hǝlⱪ nǝxriyati / Xīnjiāng rénmín chūbǎnshè 新疆人民出版社, 1974.
- Uyƣurqǝ-Hǝnzuqǝ luƣǝt / Wei Han cidian 《维汉词典》 (Uigurisch-chinesisches Wörterbuch). Ürümqi: Xinjiang hǝlⱪ nǝxriyati / Xīnjiāng rénmín chūbǎnshè 新疆人民出版社, 1982.
- Mirsultan Osmanof, Zayit Eli:  Uyƣurqǝ-Hǝnzuqǝ luƣǝt / Wei-Han da cidian 《维汉大词典》 (Großes Uigurisch-Chinesisches Lexikon). Beijing: Millǝtlǝr nǝxriyati / Mínzú chūbǎnshè民族出版社, 2006.
- Liào Zéyú 廖泽余, Mǎ Jùnmín 马俊民 (Hg.): Uyƣurqә–Hәnzuqә luƣәt ئۇيغۇرچە-خەنزۇچە لۇغەت / Wéi–Hàn cídiǎn 《维汉词典》 (Uigurisch-chinesisches Wörterbuch). Ürümqi: شىنجاڭ خەلق نەشرىياتى, 2000; ISBN 7-228-05811-9.
- Mirsultan Osmanof مىرسۇلتان ئوسمانوف (Hg.): Ⱨazirⱪi zaman Uyƣur әdәbiy tilining imla wә tәlәppuz luƣiti ھازىرقى زامان ئۇيغۇر ئەدەبىي تىلىنىڭ ئىملا ۋە تەلەپپۇز لۇغىتى (Orthografisches und orthoepisches Wörterbuch der modernen uigurischen Schriftsprache). Ürümqi: شىنجاڭ خەلق نەشرىياتى, 1997; ISBN 7-228-04090-2.
- Әnwәr Jappar ئەنۋەر جاپپار, Ablәt Imin ئابلەت ئىمىن, Abdurahman Әbәy ئابدۇراخمان ئەبەي (Hg.): Hәnzuqә–Uyƣurqә qong luƣәt خەنزۇچە-ئۇيغۇرچە چوڭ لۇغەت / Hàn–Wéi dà cídiǎn 《汉维大词典》 (Großes chinesisch-uigurisches Wörterbuch), 2 Bde. Ürümqi: شىنجاڭ ياشلار-ئۆسمۈرلەر نەشرىياتى, 2006; ISBN 7-5371-3764-1.